# Two Bits
Two Bits es una película dramática estadounidense de 1995 dirigida por James Foley y protagonizada por Jerry Barone, Mary Elizabeth Mastrantonio y Al Pacino. El filme recibió dos nominaciones a los Premios Artista Joven en las categorías de mejor película familiar y mejor actor joven (Barone).

## Argumento
Es un caluroso verano de 1933 en el sur de Filadelfia, un chico de doce años llamado Gennaro (Barone) vive con su madre viuda (Mastrantonio) y su debilitado abuelo Gaetano (Pacino). Su abuelo tiene una última moneda de 25 centavos (two bits). Le ha prometido esa moneda a Gennaro para que pueda comprar una entrada para un lujoso cine nuevo. Pero el abuelo, que agoniza, todavía no está listo para darle su recompensa, todavía tiene un asunto sin terminar con una mujer de su pasado, y le pide a Gennaro que actúe como su emisario.

## Reparto
- Jerry Barone .... Gennaro Spirito
- Mary Elizabeth Mastrantonio .... Luisa Spirito
- Al Pacino .... Gaetano Sabatoni
- Patrick Borriello .... Tullio
- Andy Romano .... Dr. Bruna
- Donna Mitchell .... Sra. Bruna
- Mary Lou Rosato .... Tía Carmela
- Joe Grifasi .... Tío Joe
- Rosemary De Angelis .... Sra. Conte
- Ron McLarty .... Irish
- Charley Scalies .... Ballyhoo Driver
- Joanna Merlin .... Guendolina
- Geoff Pierson .... Dr. Wilson
- Alec Baldwin (narrador)